# Tep Pranam
Tep Pranam (Khmer: ប្រាសាទទេពប្រណម្យ, dịch ra có nghĩa là cầu nguyện) là ngôi chùa có từ khoảng thế kỷ 16 ở vùng Angkor Thom tại Campuchia. Bên trong chùa có nguyên một bức tượng Phật ngồi khổng lồ được làm từ các khối đá sa thạch. Khu Hoàng cung cũ được thay thế bằng một tòa nhà hiện nay dành riêng cho việc thờ cúng Đức Phật.
Ngôi chùa tọa lạc ở phía bắc Sân Vua Cùi và khu Hoàng cung cũ được tiếp cận từ phía đông dọc theo một con đường đắp cao 75m lát bằng đá ong rộng 8m. Con đường đắp cao này kết thúc ở phía tây trong khu sân thượng với đôi sema (cột mốc ranh giới Phật giáo) ở mỗi góc chùa. Tòa nhà chứa tượng Phật này được làm bằng gỗ, đã biến mất từ lâu và xây cất trên nền móng có hình dạng giống cây thánh giá. 